# Pholcus nenjukovi
Pholcus nenjukovi är en spindelart som beskrevs av Sergei Aleksandrovich Spassky 1936. Pholcus nenjukovi ingår i släktet Pholcus och familjen dallerspindlar. Inga underarter finns listade i Catalogue of Life.